# Koen van de Laak
Koen van de Laak (Vught, 3 september 1982) is een voormalig Nederlands voetballer die bij voorkeur als middenvelder speelde.

## Carrière
Van de Laak begon op zesjarige leeftijd met voetballen bij Zwaluw VFC uit zijn geboorteplaats Vught. Op zijn twaalfde maakte hij de overstap naar de jeugdopleiding van betaaldvoetbalclub FC Den Bosch. Na vijf jaar maakte hij zijn debuut in het eerste elftal; op 20 november 2000 verving Van de Laak de geblesseerde Arnold Scholten in de wedstrijd tegen Helmond Sport, waarin hij direct tweemaal scoorde. Sindsdien werd hij meerdere malen opgeroepen voor diverse jeugdselecties van de KNVB.
In zijn eerste seizoen in de hoofdmacht van Den Bosch promoveerde de club direct naar de Eredivisie, mede dankzij de zeven goals van de middenvelder. Ook na de promotie naar de Eredivisie kon hij rekenen op een basisplaats, maar na één jaar degradeerde hij met de Bossche club opnieuw naar de Eerste Divisie. Gedurende het seizoen 2002/2003 maakte hij zestien competitiegoals, en een jaar later had hij met zeventien doelpunten een groot aandeel in het volgende kampioenschap.
Eenmaal terug in de Eredivisie kon ook Van de Laak degradatie niet voorkomen. Met zes doelpunten werd hij nog wel clubtopscorer en speelde hij zich in de kijker van onder meer sc Heerenveen en FC Groningen. Uiteindelijk koos hij voor de laatstgenoemde club. Bij de Groningse club bereikte hij binnen drie jaar tweemaal Europees voetbal, en groeide hij binnen korte tijd uit tot basisspeler. In 2010 raakte Van de Laak geblesseerd en was hij maandenlang uit de roulatie.
In maart 2012 werd bekend dat Koen van de Laak zijn contract bij FC Groningen niet ging verlengen en was zijn vertrek een feit. Op 14 juni 2012 tekende hij een contract voor twee jaar bij Ajax Cape Town. In 2014 zette Van de Laak een punt achter zijn loopbaan.

## Clubstatistieken
| Seizoen | Club           | Land        | Competitie            | Duels | Goals |
| ------- | -------------- | ----------- | --------------------- | ----- | ----- |
| 2000/01 | FC Den Bosch   | Nederland   | Eerste divisie        | 21    | 7     |
| 2001/02 | FC Den Bosch   | Nederland   | Eredivisie            | 28    | 0     |
| 2002/03 | FC Den Bosch   | Nederland   | Eerste divisie        | 29    | 17    |
| 2003/04 | FC Den Bosch   | Nederland   | Eerste divisie        | 34    | 16    |
| 2004/05 | FC Den Bosch   | Nederland   | Eredivisie            | 31    | 6     |
| 2005/06 | FC Groningen   | Nederland   | Eredivisie            | 24    | 3     |
| 2006/07 | FC Groningen   | Nederland   | Eredivisie            | 25    | 7     |
| 2007/08 | FC Groningen   | Nederland   | Eredivisie            | 18    | 2     |
| 2008/09 | FC Groningen   | Nederland   | Eredivisie            | 29    | 5     |
| 2009/10 | FC Groningen   | Nederland   | Eredivisie            | 28    | 5     |
| 2010/11 | FC Groningen   | Nederland   | Eredivisie            | 16    | 2     |
| 2011/12 | FC Groningen   | Nederland   | Eredivisie            | 4     | 0     |
| 2012/13 | Ajax Cape Town | Zuid-Afrika | Premier Soccer League | 13    | 0     |
| 2013/14 | Ajax Cape Town | Zuid-Afrika | Premier Soccer League | 6     | 0     |
| Totaal  | Totaal         | Totaal      | Totaal                | 306   | 70    |